# 过臂

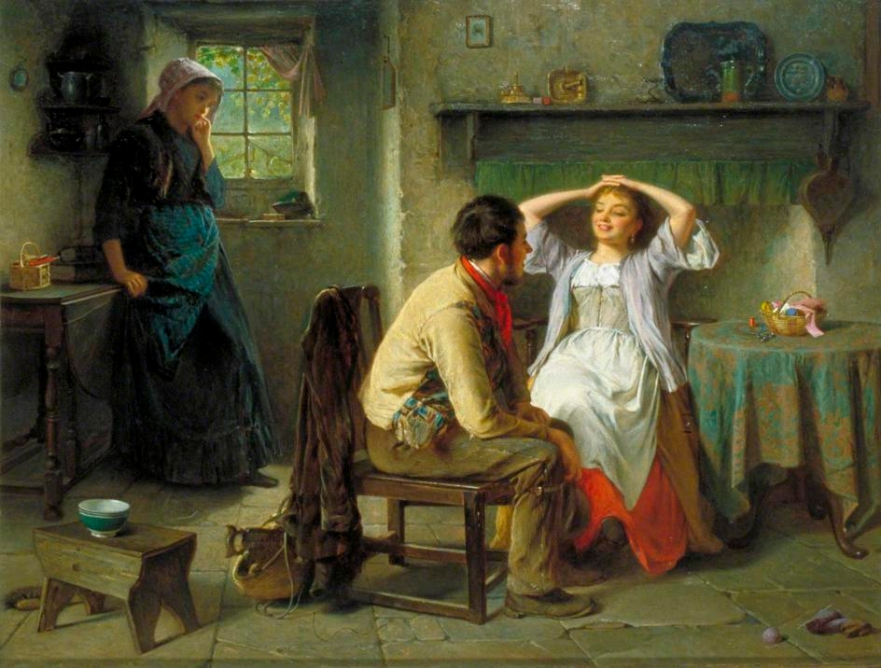
Haynes King的画作《Jealousy and Flirtation》

过臂，是一个人把手臂伸展到他们的肩膀或头部后面的姿势，在工作或体育活动过程中进行伸展运动和冥想会做到这个动作。摔跤中的nelson holds需要做到这个动作。在板球比赛中过臂经常出现。此外，在执法部门中过臂是投降或屈服的意思。

## 过臂绑

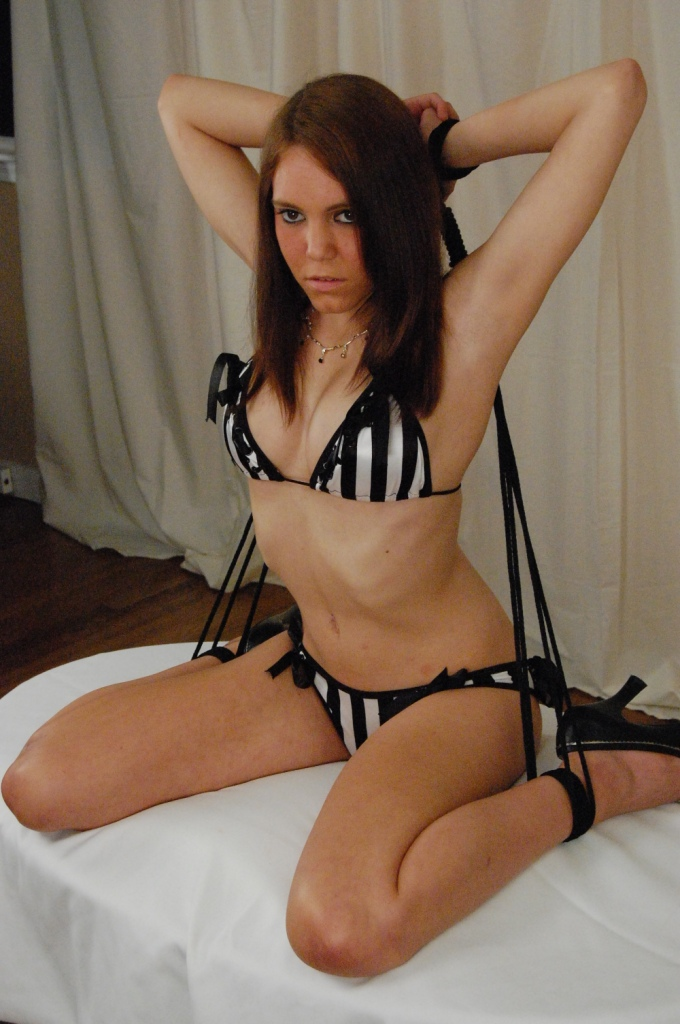
一个女人进行过臂绑

过臂绑是一个人的手腕在人的头部后面进行捆绑，再用绳子将腰部或其它位置进行捆绑。一个简单的过手臂绑可以进行挠痒痒，防止被绑者保护他们挠痒点（如腋下或肋骨）
在性游戏中时，做出过臂动作的人被认为是顺从者。很多人将伴侣进行过臂动作视为色情。
可以将过臂绑作为复杂捆绑的一部分。例如将在背部的绳子在两腿之间通过，并紧固在前面，就成了股绳缚。